# نادي إيفيان
نادي إفيان تونون غايلارد (بالفرنسية: Evian Thonon Gaillard Football Club)‏ نادي كرة قدم فرنسي يلعب في دوري الدرجة الأولى . تم تأسيس النادي في سنة 2003 .